# 科尔尼耶莱卡沃
科尔尼耶莱卡沃（法語：Cornillé-les-Caves，法語發音：[kɔʁnije le kav] ⓘ）是法国曼恩-卢瓦尔省的一个市镇，属于昂热区。

## 地理
科尔尼耶莱卡沃（47°29'59"N, 0°18'5"W）面积10.38 平方千米，位于法国卢瓦尔河地区大区曼恩-卢瓦尔省，该省份为法国西部内陆省份，大致对应安茹地区，北起顺时针与马耶讷省、萨尔特省、安德尔-卢瓦尔省、维埃纳省、德塞夫勒省、旺代省、大西洋卢瓦尔省和伊勒-维莱讷省接壤。
与科尔尼耶莱卡沃接壤的市镇（或旧市镇、城区）包括：马泽-米隆、卢瓦尔-欧蒂永、雅尔泽维拉日。
科尔尼耶莱卡沃的时区为UTC+01:00、UTC+02:00（夏令时）。

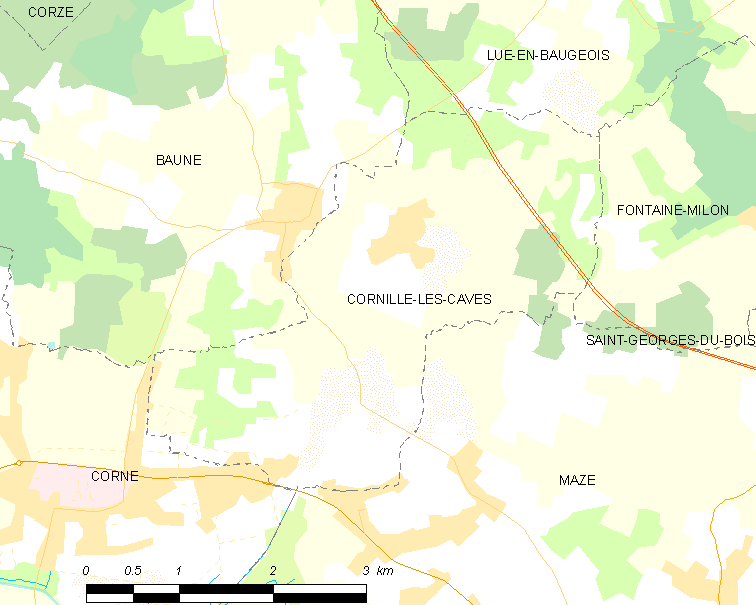
科尔尼耶莱卡沃的OSM定位图

## 行政
科尔尼耶莱卡沃的邮政编码为49140，INSEE市镇编码为49107。

## 政治
科尔尼耶莱卡沃所属的省级选区为昂热第六县。

## 人口

1962-2008年间科尔尼耶莱卡沃人口变化图示

科尔尼耶莱卡沃于2022年1月1日时的人口数量为481人。